# Plerneuf
Plerneuf (bret. Plerneg) – miejscowość i gmina we Francji, w regionie Bretania, w departamencie Côtes-d’Armor.
Według danych na rok 1990 gminę zamieszkiwały 844 osoby, a gęstość zaludnienia wynosiła 102 osoby/km² (wśród 1269 gmin Bretanii Plerneuf plasuje się na 639. miejscu pod względem liczby ludności, natomiast pod względem powierzchni na miejscu 894.).